# Szefowie rządów Naddniestrza

## Besarabska Socjalistyczna Republika Radziecka

### Przewodniczący Tymczasowej Rady Komisarzy Ludowych
| # | Imię i nazwisko             | Od          | Do            | Partia polityczna                           |
| - | --------------------------- | ----------- | ------------- | ------------------------------------------- |
| 1 | Iwan Kriworukow (1883–1937) | 5 maja 1919 | wrzesień 1919 | Rosyjska Partia Komunistyczna (bolszewików) |

## Mołdawska Autonomiczna Socjalistyczna Republika Radziecka

### Przewodniczący Komitetu Wojskowo Rewolucyjnego
| # | Imię i nazwisko             | Od                   | Do               | Partia polityczna                          |
| - | --------------------------- | -------------------- | ---------------- | ------------------------------------------ |
| 1 | Grigore Borisow (1880–1937) | 12 października 1924 | 23 kwietnia 1925 | Komunistyczna Partia (bolszewików) Ukrainy |

### Przewodniczący Rady Komisarzy Ludowych
| 1     | Aleksiej Strojew (1886–1937)    | 23 kwietnia 1925 | maj 1926        | Komunistyczna Partia (bolszewików) Ukrainy |
| 2     | Grigorij Borisow (1880–1937)    | maj 1926         | 1928            | Komunistyczna Partia (bolszewików) Ukrainy |
| 3     | Siergiej Dimitriu (1892–1937)   | 1928             | 7 kwietnia 1932 | Komunistyczna Partia (bolszewików) Ukrainy |
| 4     | Grigorij Borisow (1880–1937)    | 7 kwietnia 1932  | czerwiec 1937   | Komunistyczna Partia (bolszewików) Ukrainy |
| vacat |                                 |                  |                 |                                            |
| 5     | Georgij Streszny (1900–1940)    | luty 1938        | 9 maja 1940     | Komunistyczna Partia (bolszewików) Ukrainy |
| 6     | Tichon Konstantinow (1898–1957) | 9 maja 1940      | 7 sierpnia 1940 | Komunistyczna Partia (bolszewików) Ukrainy |

## Naddniestrzańska Republika Mołdawska

### Premierzy
| #   | Imię i nazwisko                   | Portret | Od                   | Do                   | Rząd                       |
| --- | --------------------------------- | ------- | -------------------- | -------------------- | -------------------------- |
| 1   | Piotr Stiepanow (1959–)           |         | 18 stycznia 2012     | 10 lipca 2013        | Rząd Piotra Stiepanowa     |
| 2   | Tatjana Turanska (1972–)          |         | 10 lipca 2013        | 13 października 2015 | Rząd Tatjany Turanskiej    |
| –   | Majia Parnas (1974–) (tymczasowo) |         | 13 października 2015 | 30 listopada 2015    | Rząd Tatjany Turanskiej    |
| (2) | Tatjana Turanska (1972–)          |         | 30 listopada 2015    | 2 grudnia 2015       | Rząd Tatjany Turanskiej    |
| –   | Majia Parnas (1974–) (tymczasowo) |         | 2 grudnia 2015       | 23 grudnia 2015      | Rząd Tatjany Turanskiej    |
| 3   | Pawieł Prokudin (1966–)           |         | 23 grudnia 2015      | 17 grudnia 2016      | Rząd Pawieła Prokudina     |
| 4   | Aleksandr Martynow (1981–)        |         | 17 grudnia 2016      | 30 maja 2022         | Rząd Aleksandra Martynowa  |
| 5   | Aleksandr Rozenberg (1967–)       |         | 30 maja 2022         |                      | Rząd Aleksandra Rozenberga |